# Chiesa di San Zeno (Argenta)
La chiesa di San Zeno, anche chiamata chiesa di San Zenone, è la parrocchiale di Consandolo, frazione di Argenta. Risale al XIII secolo.

## Storia
La data di fondazione della chiesa di Consandolo di Argenta non è certa tuttavia sembra molto probabile, anche sulla base di documenti conservati a Modena presso l'archivio estense, che la sua costruzione si possa collocare nel XIII secolo.
Durante la seconda metà del XVI secolo la chiesa fu oggetto di un importante restauro grazie al lavoro della popolazione locale. Nel 1568  la torre campanaria ospitava due campane. Non lontano sorgeva un oratorio della confraternita della Santa Croce che aveva un altare sulla quale stava un dipinto con Eraclio imperatore nell'atto di portare la Sacra Croce e, ai suoi piedi, San Pietro, San Francesco e San Tommaso d'Aquino. La dedicazione a San Zeno viene documentata da questo momento.
Nel corso della seconda metà del XVIII secolo l'edificio sacro fu oggetto di un intervento di restauro ed ampliamento, con una parziale ricostruzione. Sorsero presbiterio e coro, anche grazie al lavoro della popolazione.
Nell'ultimo quarto del XIX secolo la chiesa venne risanata e fu ricostruita, nell'oratorio, una nuova sacrestia.
Nel secondo dopoguerra del XX secolo la chiesa venne ricostruita dopo i danneggiamenti bellici e, verso la fine del secolo, si pose mano alla copertura del tetto.
Gli ultimi interventi si sono realizzati tra gli anni 2013 e 2015. Si è consolidata la struttura dal punto di vista della stabilità e si sono messi a norma gli impianti.